# タニダ
株式会社タニダ（英: TANIDA Co., Ltd.）は、名古屋市昭和区に本社を置く自動車部品メーカー及び商社。主にモータースポーツ向けの用品を扱っている。

## 概要
1968年3月に設立。競技用の自動車部品及び関連用品の開発及び販売を手掛ける。
「PITTURA（ピッツーラ）」と「LIGIER（リジェ）」の2ブランドから、1995年に「JURAN（ジュラン）」のブランドを立ち上げ、製品展開を行い現在に至る。なお、「LIGIER（リジェ）」ブランドに関しては、かつて存在したフランスのF1チーム「LIGIER」を流用し使用していた。、この他、海外メーカーのモータースポーツ用品の輸入販売も行なっている。

## 主な扱品
自社製品
- レーシングウェア（スーツ、グローブ、シューズ）
- スポーツシート（バケットシート、シートレール）
- コンペティションパーツ（シフトノブ、ボンネットピン、ステアリング）
- クーリングパーツ（ラジエター、クーラント、サーモスタット、ラジエターキャップ）
- ブレーキパッド

輸入製品
- バッテリー
- ヘルメット
- ビデオカメラ
- アルミホイール
- オイル（エンジンオイル、ギアオイル）
- ステアリング

## 事業所
- 本社（名古屋市昭和区）
- 営業本部（名古屋市南区）
- 東京営業所（東京都大田区）